# Slottet Ettersburg
Slottet Ettersburg är ett slott med parkanläggning norr om staden Weimar i Ettersburg. Liksom andra byggnader och anläggningar i staden blev slottet 1998 upptaget på Unescos världsarvslista i klassiska Weimar.
Under hertig Vilhelm Ernst av Sachsen-Weimar byggdes mellan 1706 och 1712 ett slott i hertigens jaktområde. Efter 1776 blev slottet sommarresidens åt hertiginnan Anna Amalia av Braunschweig-Wolfenbüttel. Hon bjöd flera diktare som Goethe, Herder, Wieland och Corona Schröter till möten i slottet. De flyttades 1780 till det i närheten belägna slottet Tiefurt.
1842 blev slottet residens åt storhertigen Carl Alexander av Sachsen-Weimar-Eisenach och de konstnärliga mötena hölls åter i slottet. Bland de inbjudna kan nämnas H. C. Andersen, Friedrich Hebbel och Franz Liszt. 1845 skapades under landskapsarkitekterna Eduard Petzold och Hermann von Pückler-Muskau en park i engelsk stil vid slottet.
Efter 1937 var koncentrationslägret Buchenwald i Ettersburgs grannskap och slottet började förfalla. Även i början av DDR-tiden saknades officiellt understöd. 
Slottet räddades av frivilliga från regionen. Först mellan 1984 och 1988 pågick en renovering av slottet. Därefter användes det för en rad skolprojekt. 2006 påbörjades en ny renovering av Ettersburg, som nu ska bli en byggakademi.